# 사카타 와타루

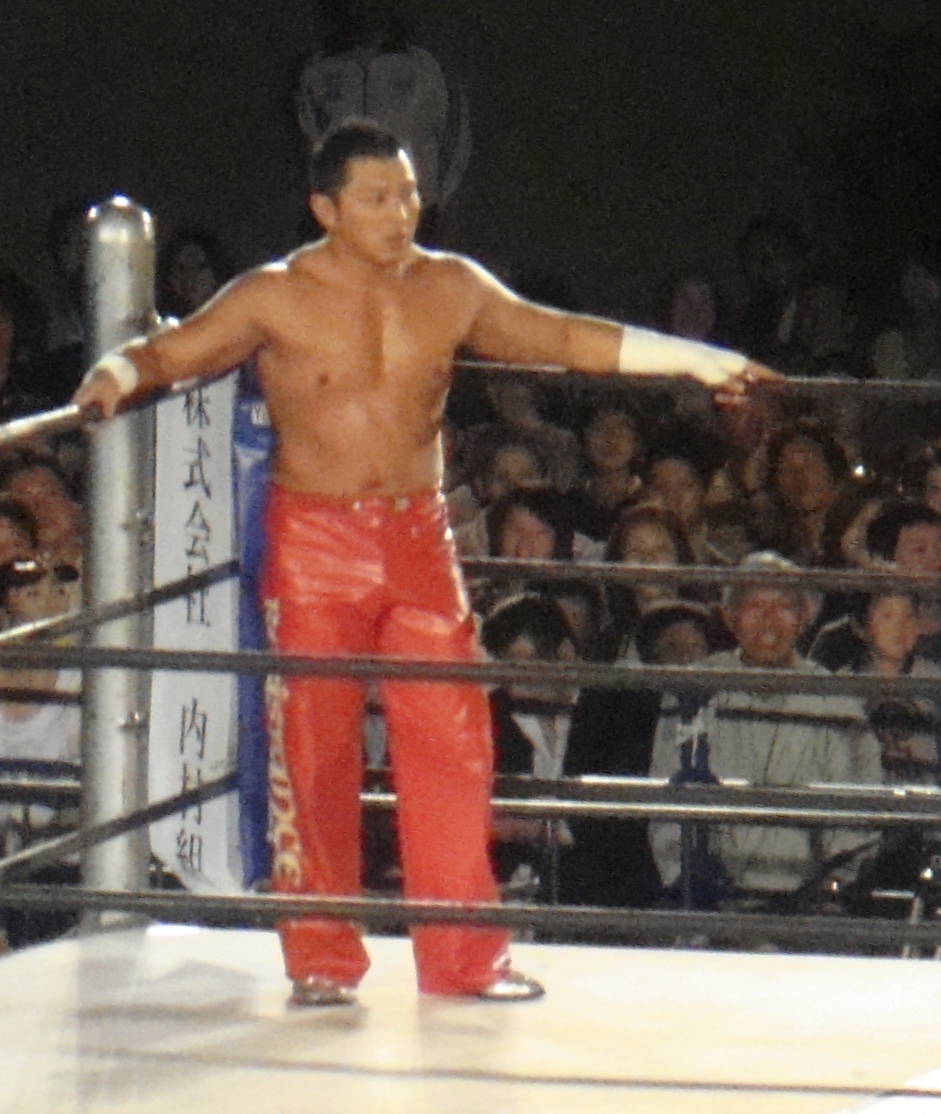
사카타 와타루

사카타 와타루(일본어: 坂田亘, 1973년 3월 11일 ~ )는 일본의 프로레슬러이자 종합격투가이다. 아이치현 나카시마 군 소부에 정 (현 이나자와시) 출신으로, 아내는 고이케 에이코이다.